# هانس ديلر
هانس ديلر (بالألمانية: Hans Diller)‏ هو عالم لغوي كلاسيكي وأستاذ جامعي ومؤرخ ألماني، ولد في 8 سبتمبر 1905 في فورمس في ألمانيا، وتوفي في 15 ديسمبر 1977 في كيل في ألمانيا.